# Plzeň 10-Lhota
Plzeň 10-Lhota je městským obvodem o rozloze 389,05 ha na jihozápadním okraji statutárního města Plzně. Dosud samostatná obec Lhota na katastrální území Lhota u Dobřan, původně spadající okresu Plzeň-jih, byla k Plzni připojena jako nový městský obvod Plzeň 10-Lhota na základy dohody z roku 2002  ke dni 1. ledna 2003.  Až do roku 2021 byl městský obvod územně totožný s částí Lhota, v roce 2021 k němu byla připojena i část Litic, zahrádkářská oblast u železničního mostu. 
Rozlohou jde o nejmenší plzeňský městský obvod. Je zde evidováno 33 ulic a 539 adres.

## Sousedící městské obvody a obce
Území městského obvodu sousedí na severu s centrálním městským obvodem Plzeň 3 (jeho částí Valcha) na východě s městským obvodem Plzeň 6-Litice, na jihu s městem Dobřany, a na západě s obcí Nová Ves.

## Historie
Na západním okraji vesnice býval v letech 1918–1928 v provozu černouhelný důl Anna, ve kterém se v hloubce 45 metrů dobývala radnická sloj. Přibližně 150 metrů od něj stál důl Luisa.

## Další fotografie

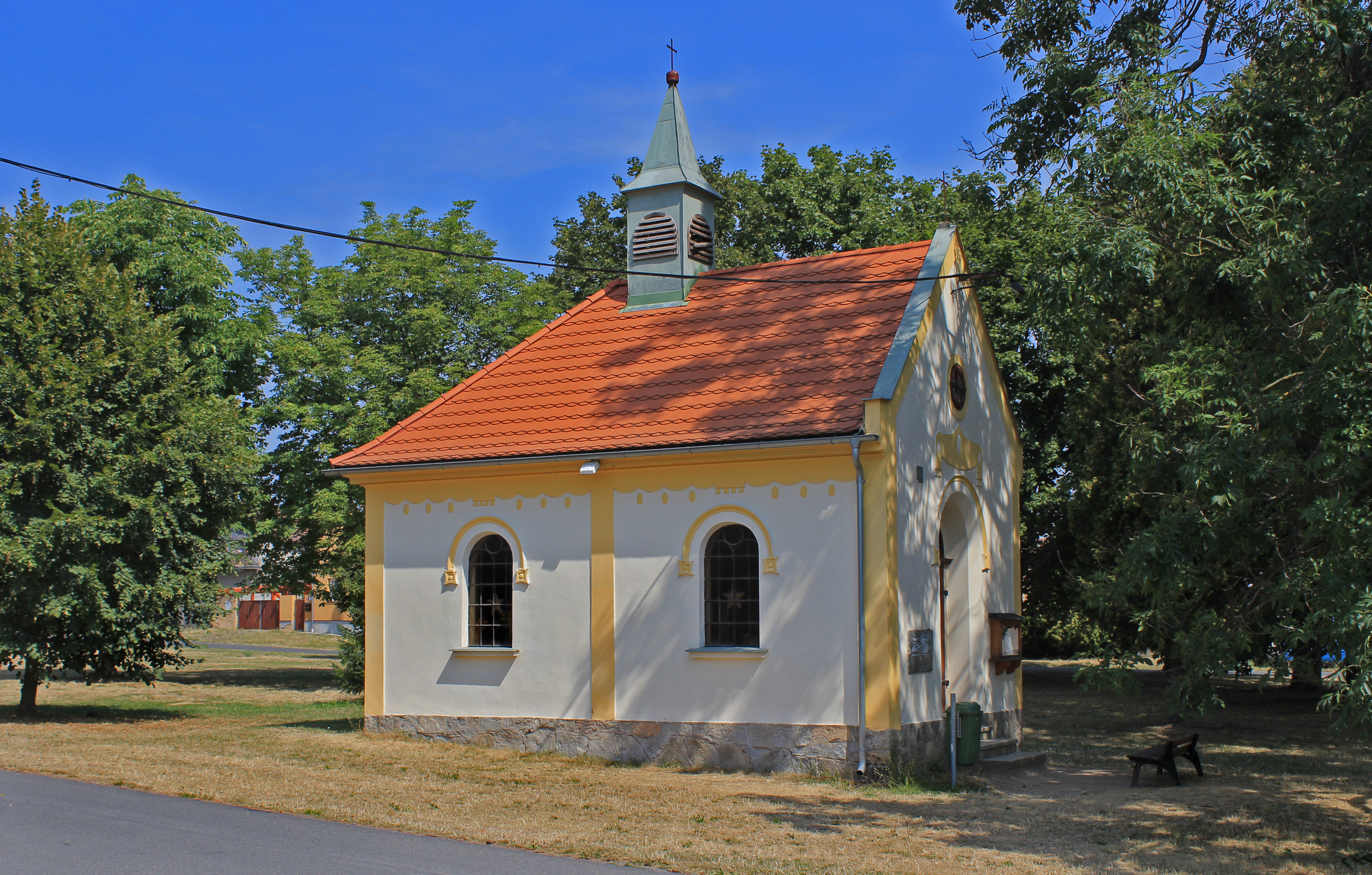
Kaple sv. Anny
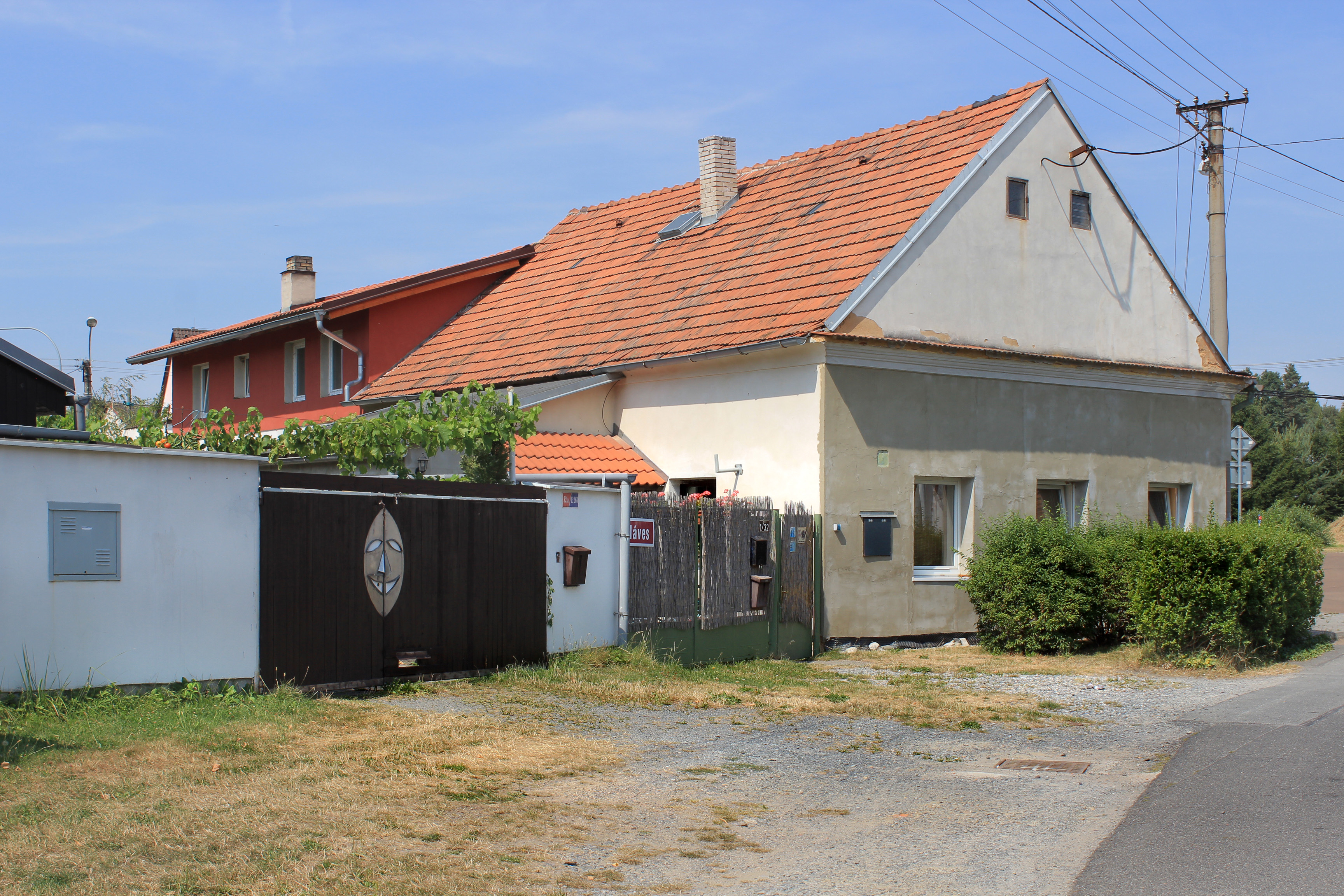
Dům čp. 32 s vraty
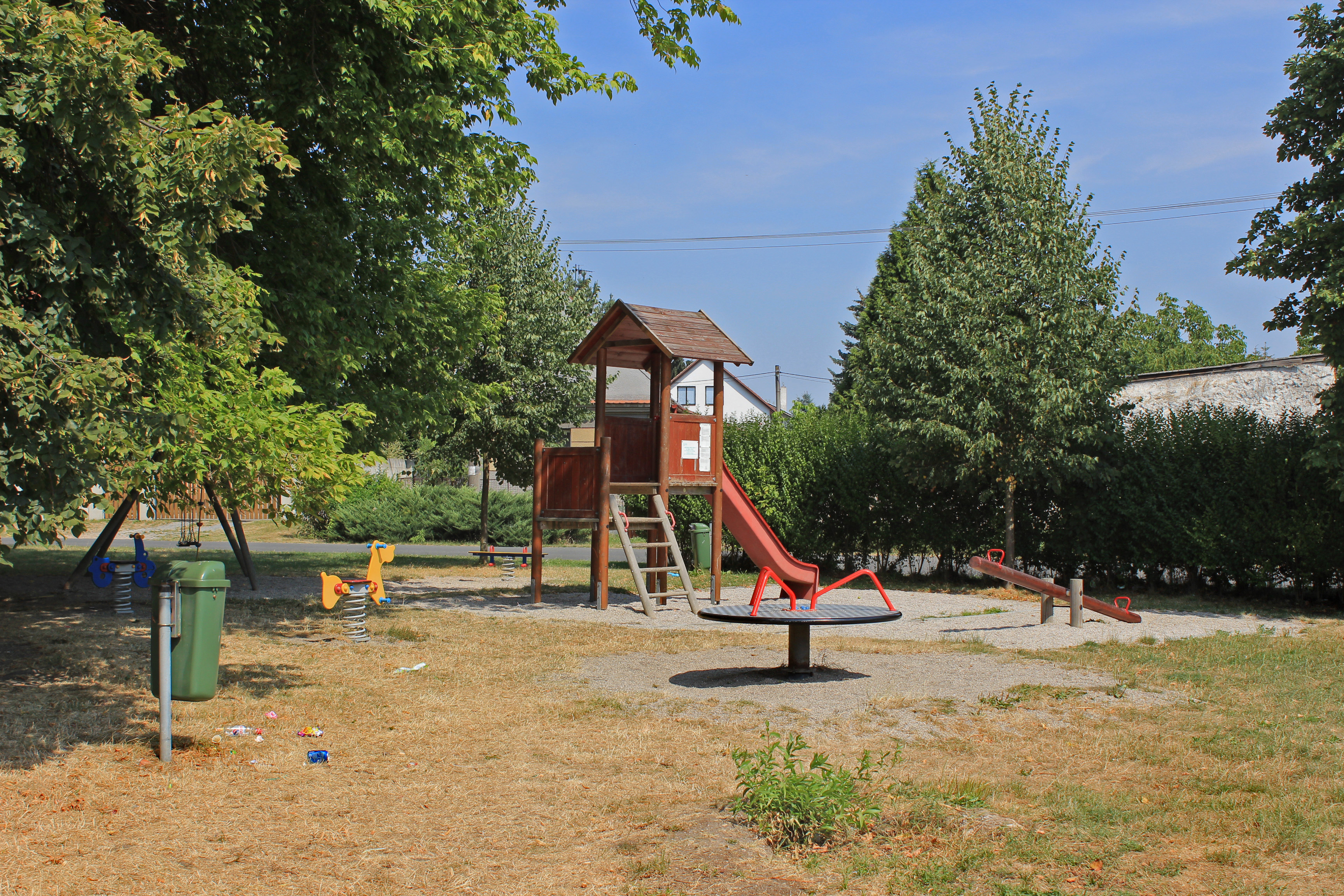
Hřiště na návsi